# Тима (притока Волге)
Тима или Тма (рус. Тьма) река је у Тверској области, на северозападу европског дела Руске Федерације. Протиче кроз јужни део Тверске области и лева је притока реке Волге и део басена Каспијског језера.
Извире на југоисточним падинама Вишњеволочке греде јужно од села Денежноје у Старичком рејону, тече ка североистоку и након 142 km тока улива се у Волгу као њена лева притока. Површина сливног подручја је 1.850 km², а просечан проток у зони ушћа око 13,7 m³/s.
У горњем делу тока њено корито је доста уско и плитко, док се у доњем делу тока корито шири и до 40 метара. Бројни су меандри у доњем делу корита. Под ледом је од почетка децембра до почетка априла. У подручју узводно од ушћа бројне су мртваје уз речно корито.
Најважније притоке су Бекловка (22 km), Рјасња (12 km), Нашига (39 km), Ољшанка (11 km), Рачајна (62 km) и Шостка (59 km).